# NHL Entry Draft 1980
Der NHL Entry Draft 1980 fand am 11. Juni 1980 im Forum de Montréal in Montréal in der kanadischen Provinz Québec statt. Bei der 18. Auflage des NHL Entry Draft wählten die Teams der National Hockey League (NHL) in zehn Runden insgesamt 210 Spieler aus. Als First Overall Draft Pick wurde der kanadische Center Doug Wickenheiser von den Canadiens de Montréal ausgewählt. Auf den Positionen zwei und drei folgten Dave Babych für die Winnipeg Jets und Denis Savard für die Chicago Black Hawks. Die Reihenfolge des Drafts ergab sich aus der umgekehrten Abschlusstabelle der abgelaufenen Spielzeit 1979/80.
Der Entry Draft 1980 war der erste, der, wie heute üblich, für die Öffentlichkeit zugänglich in einer NHL-Arena stattfand. Darüber hinaus war bereits im Vorjahr beschlossen worden, dass das Einstiegsalter ein weiteres Mal gesenkt werden sollte, nun von 19 auf 18 Jahre. Dies hatte unter anderem zur Folge, dass erstmals Spieler aus dem High-School-Bereich sowie aus den zweitklassigen kanadischen Juniorenligen im Draft berücksichtigt wurden. Trotz deutlich mehr gewählter Akteure (210 gegenüber 126 im Jahr zuvor) reichte das Talent dieses Jahrgangs nicht an das des Vorjahres heran. Dennoch sind mit Denis Savard, Larry Murphy, Paul Coffey und Jari Kurri vier spätere Hall-of-Fame-Mitglieder vertreten. Zu weiteren Größen des Jahrgangs gehören unter anderem Brent Sutter, Bernie Nicholls, Reijo Ruotsalainen, Steve Larmer, Andy Moog, Patrik Sundström und Håkan Loob.

## Draftergebnis

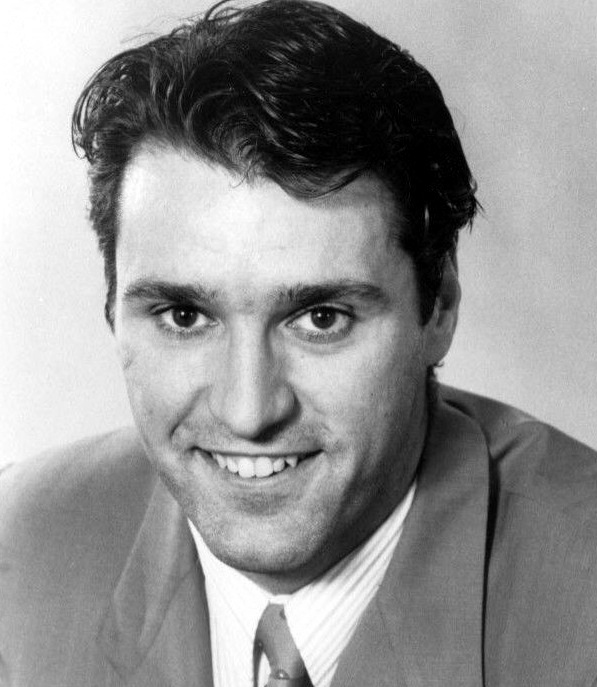
Doug Wickenheiser, gewählt an Position 1

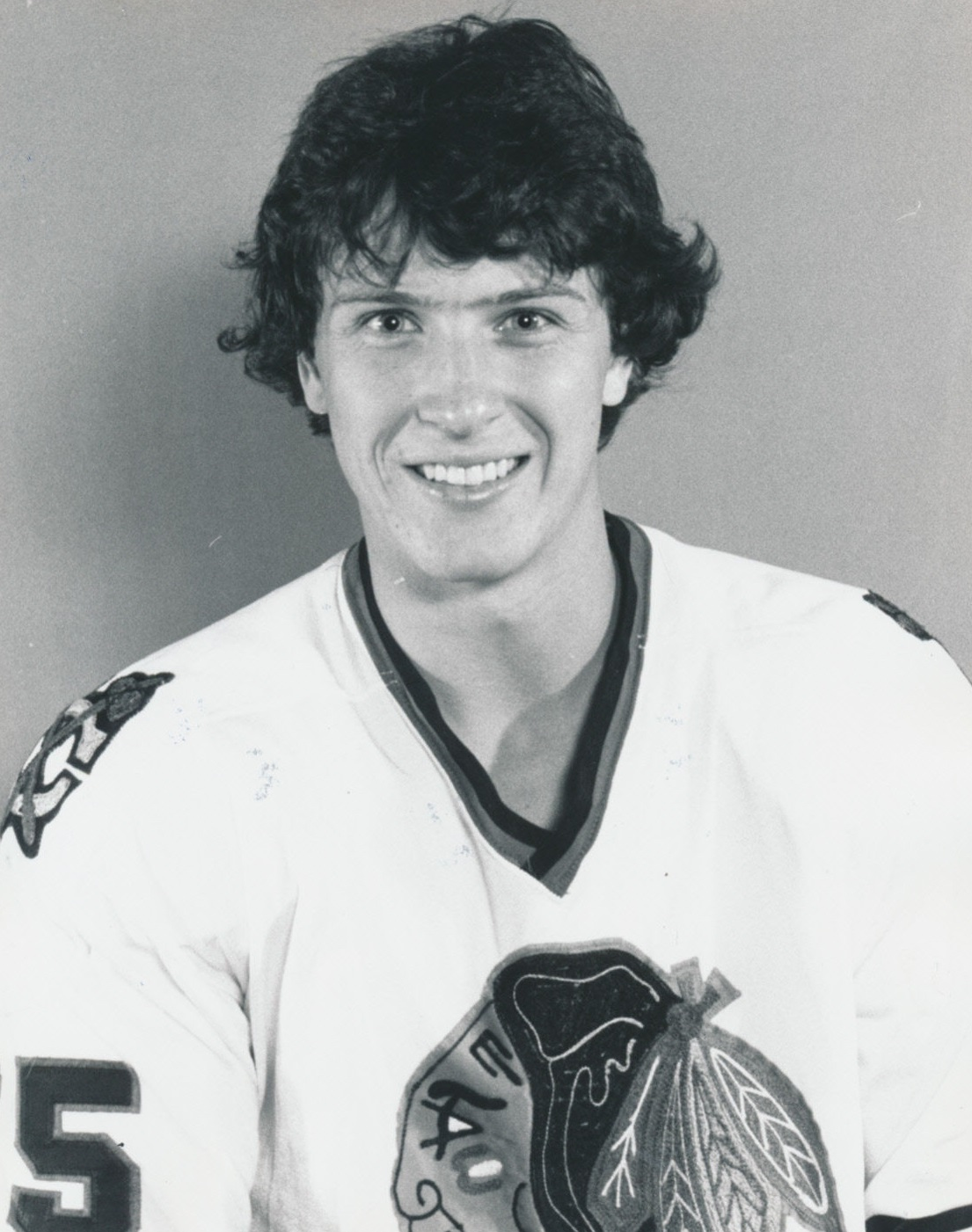
Jerry Dupont, gewählt an Position 15

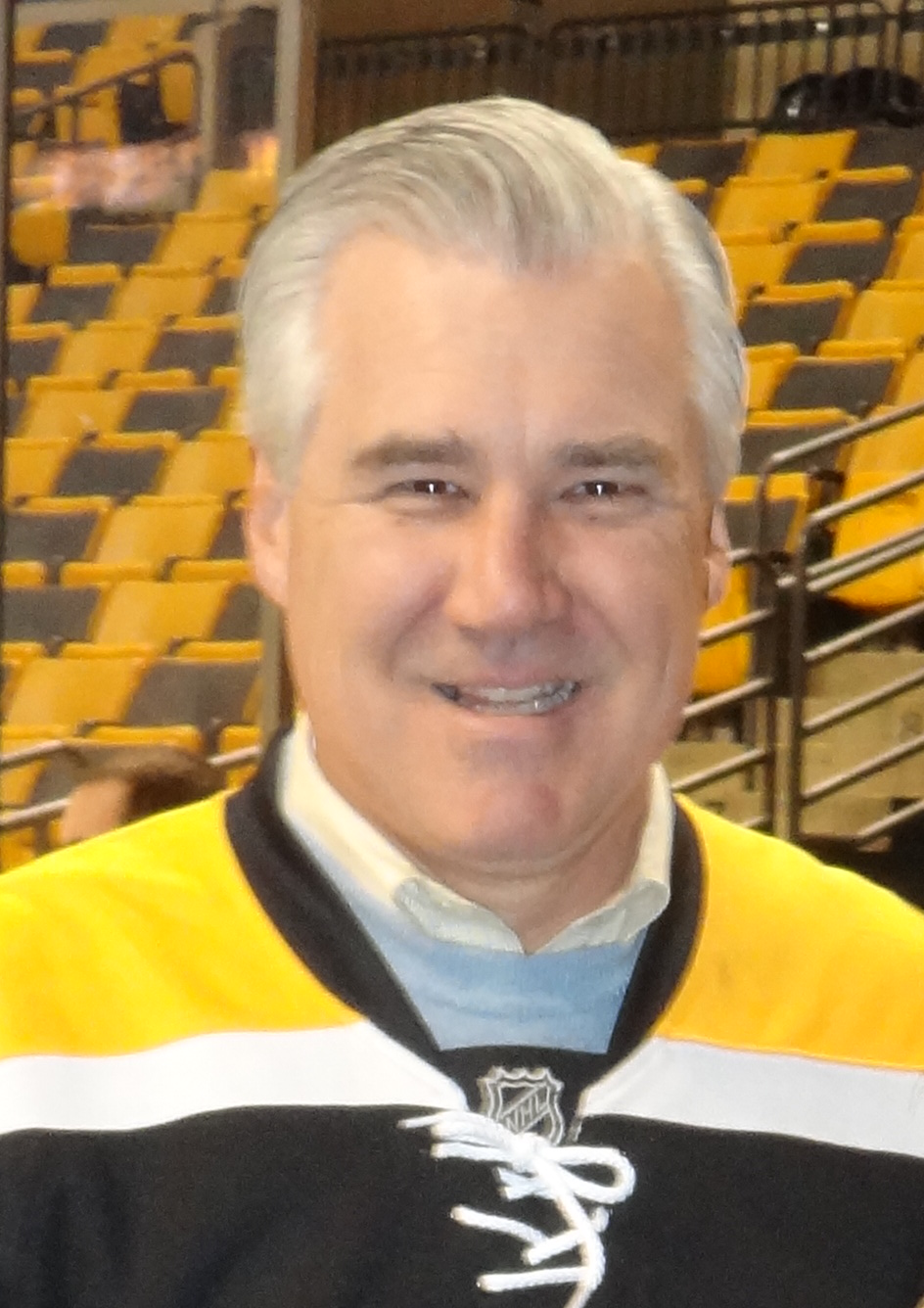
Barry Pederson, gewählt an Position 18

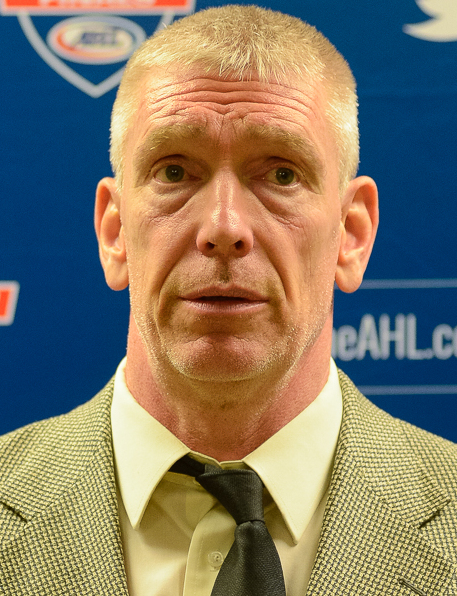
Mike Stothers, gewählt an Position 21

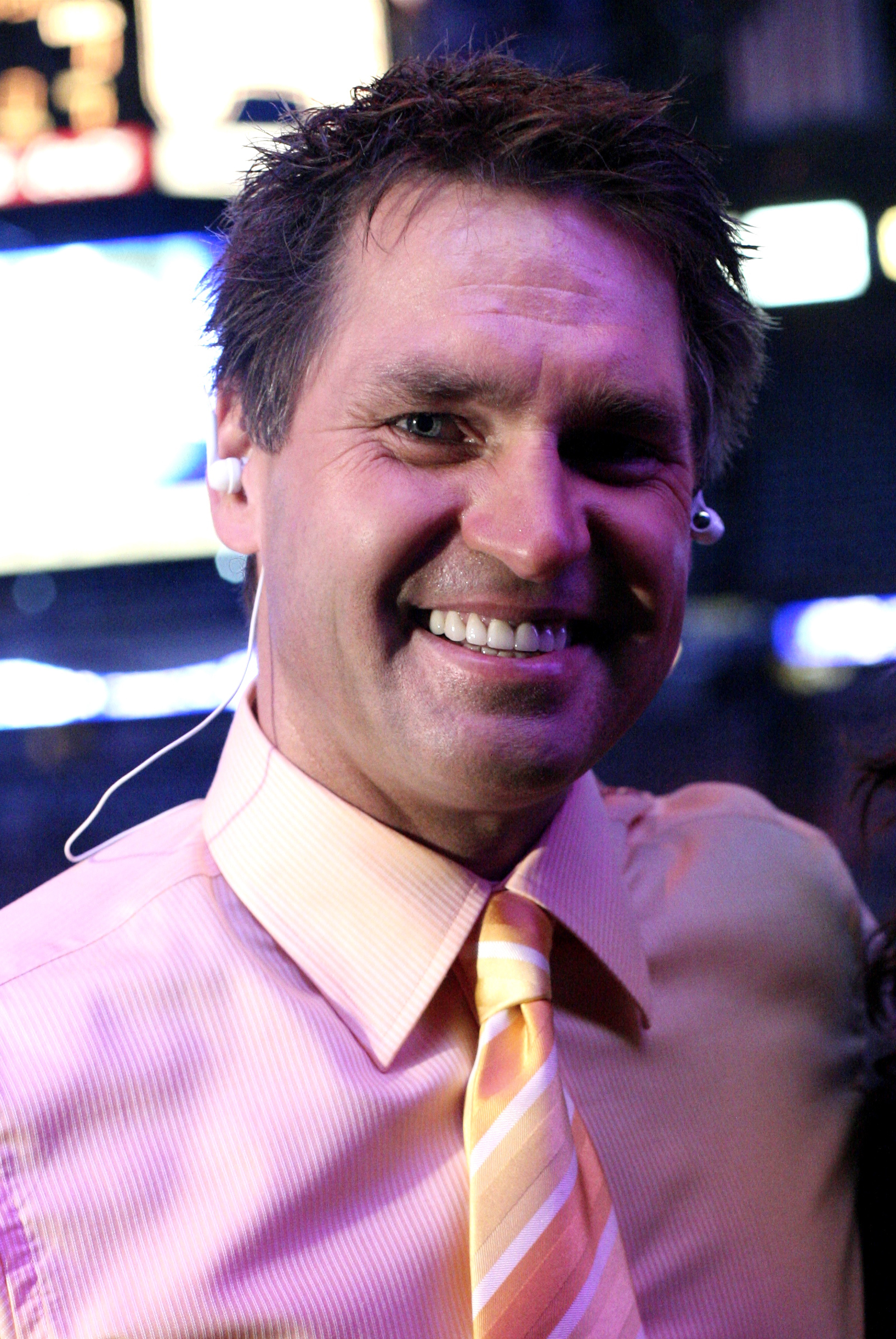
Kelly Hrudey, gewählt an Position 38

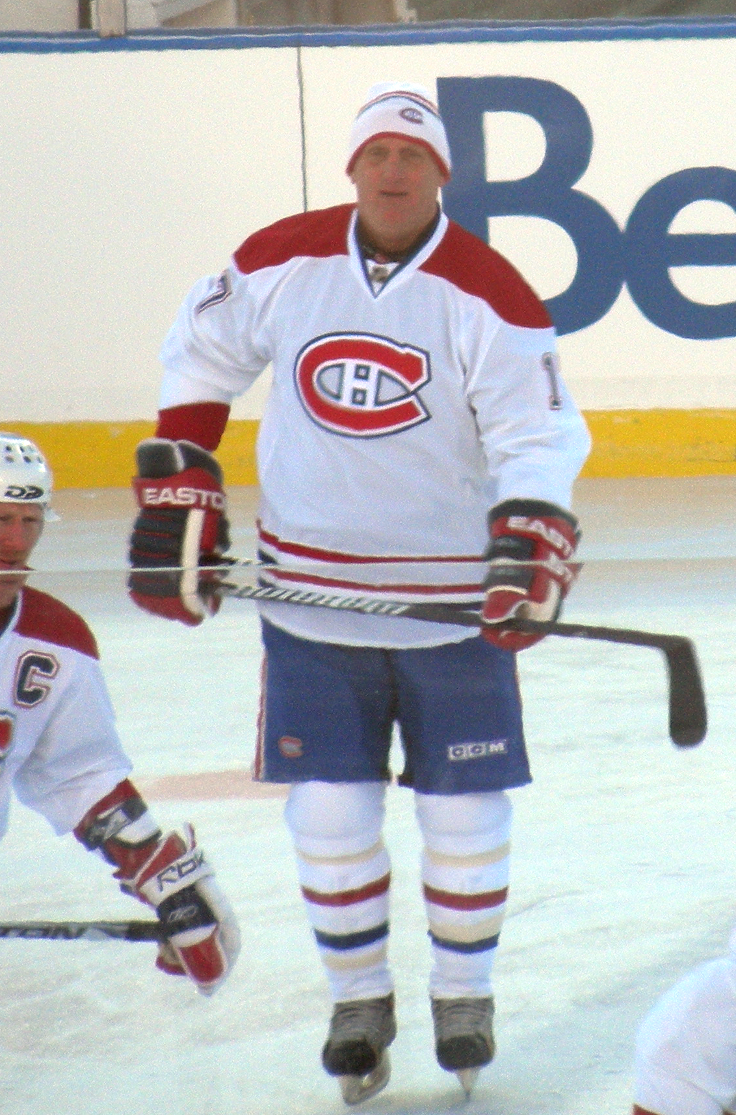
Craig Ludwig, gewählt an Position 61

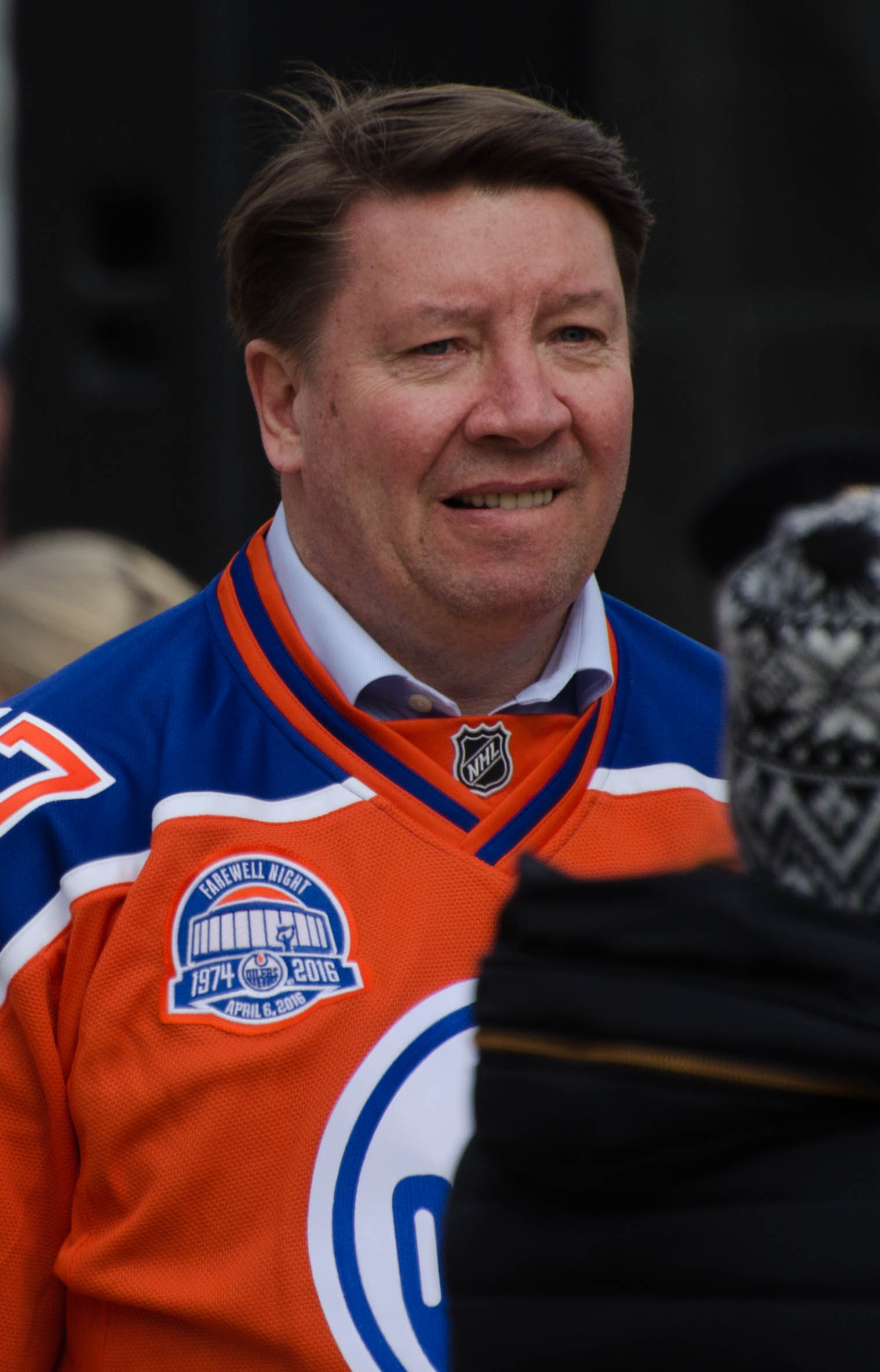
Jari Kurri, gewählt an Position 69

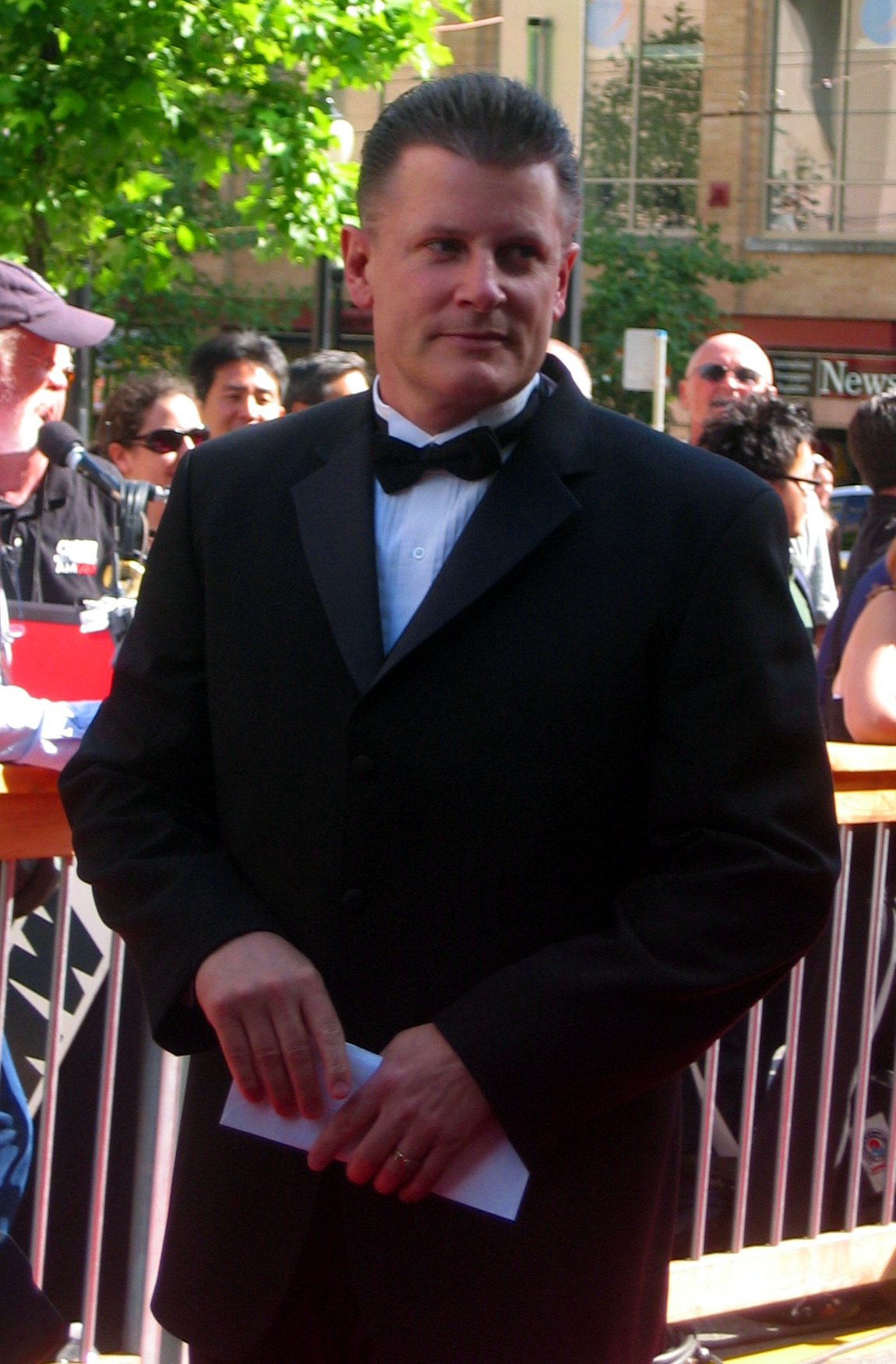
Marc Crawford, gewählt an Position 70

Bernie Nicholls, gewählt an Position 73

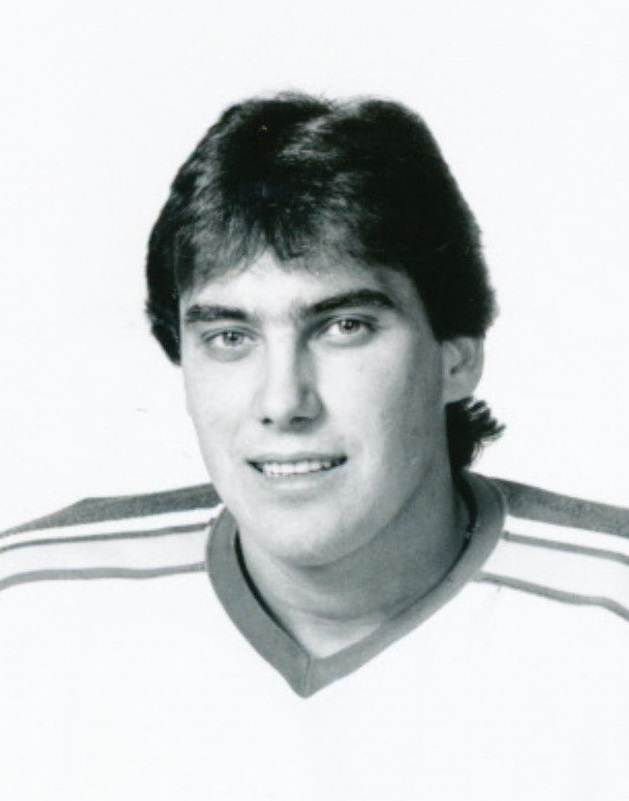
Alain Lemieux, gewählt an Position 96

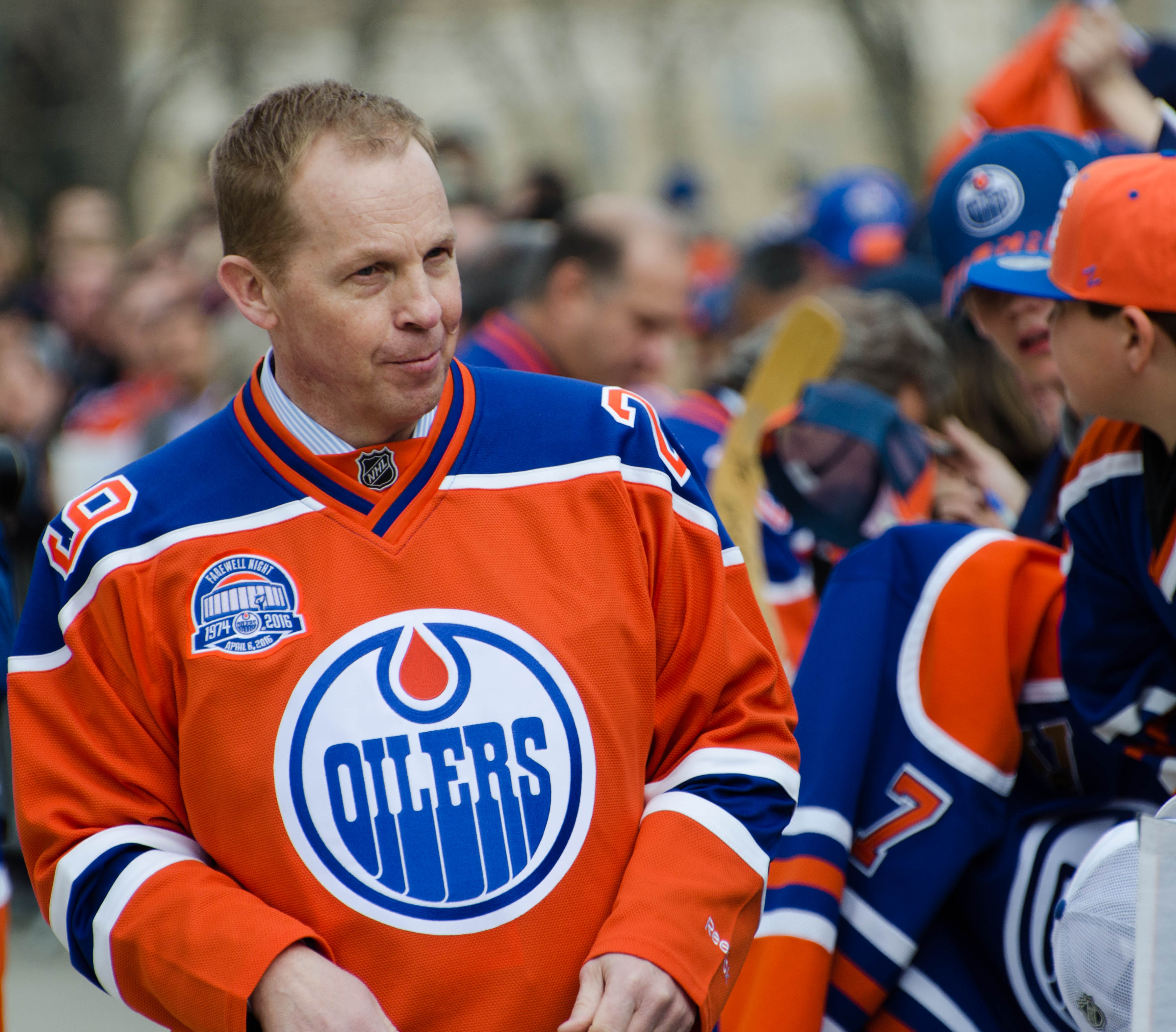
Reijo Ruotsalainen, gewählt an Position 119

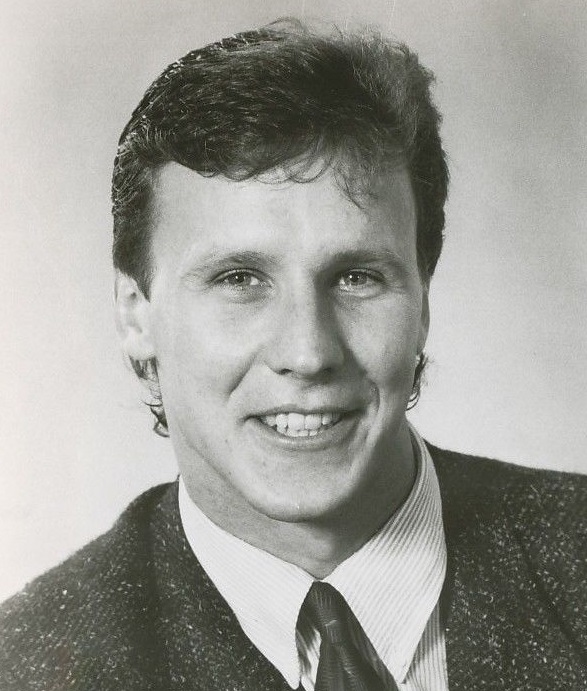
Brian Mullen, gewählt an Position 128

| Inhaltsverzeichnis Runde 1 \| Runde 2 \| Runde 3 \| Runde 4 \| Runde 5 \| Runde 6 \| Runde 7 \| Runde 8 \| Runde 9 \| Runde 10 |

Abkürzungen:
Position mit C = Center, LW = linker Flügel, RW = rechter Flügel, D = Verteidiger, G = Torwart
Farblegende:
 = Spieler, die in die Hockey Hall of Fame aufgenommen wurden

### Runde 1
| #   | Spieler           | Nationalität       | Position | NHL-Team                                      | College-/Junioren-/Profi-Team |
| --- | ----------------- | ------------------ | -------- | --------------------------------------------- | ----------------------------- |
| 1.  | Doug Wickenheiser | Kanada             | C        | Canadiens de Montréal (von Colorado Rockies)  | Regina Pats (WHL)             |
| 2.  | Dave Babych       | Kanada             | D        | Winnipeg Jets                                 | Portland Winter Hawks (WHL)   |
| 3.  | Denis Savard      | Kanada             | C        | Chicago Black Hawks (von Nordiques de Québec) | Junior de Montréal (LHJMQ)    |
| 4.  | Larry Murphy      | Kanada             | D        | Los Angeles Kings (von Detroit Red Wings)     | Peterborough Petes (OMJHL)    |
| 5.  | Darren Veitch     | Kanada             | D        | Washington Capitals                           | Regina Pats (WHL)             |
| 6.  | Paul Coffey       | Kanada             | D        | Edmonton Oilers                               | Kitchener Rangers (OMJHL)     |
| 7.  | Rick Lanz         | Kanada             | D        | Vancouver Canucks                             | Oshawa Generals (OMJHL)       |
| 8.  | Fred Arthur       | Kanada             | D        | Hartford Whalers                              | Cornwall Royals (LHJMQ)       |
| 9.  | Mike Bullard      | Kanada             | C        | Pittsburgh Penguins                           | Brantford Alexanders (OMJHL)  |
| 10. | Jim Fox           | Kanada             | RW       | Los Angeles Kings                             | Ottawa 67’s (OMJHL)           |
| 11. | Mike Blaisdell    | Kanada             | RW       | Detroit Red Wings (von Toronto Maple Leafs)   | Regina Pats (WHL)             |
| 12. | Rik Wilson        | Vereinigte Staaten | D        | St. Louis Blues                               | Kingston Canadians (OMJHL)    |
| 13. | Denis Cyr         | Kanada             | RW       | Calgary Flames                                | Junior de Montréal (LHJMQ)    |
| 14. | Jim Malone        | Kanada             | C        | New York Rangers                              | Toronto Marlboros (OMJHL)     |
| 15. | Jerry Dupont      | Kanada             | D        | Chicago Black Hawks                           | Toronto Marlboros (OMJHL)     |
| 16. | Brad Palmer       | Kanada             | LW       | Minnesota North Stars                         | Victoria Cougars (WHL)        |
| 17. | Brent Sutter      | Kanada             | C        | New York Islanders                            | Red Deer Rustlers (AJHL)      |
| 18. | Barry Pederson    | Kanada             | C        | Boston Bruins                                 | Victoria Cougars (WHL)        |
| 19. | Paul Gagné        | Kanada             | LW       | Colorado Rockies (von Canadiens de Montréal)  | Windsor Spitfires (OMJHL)     |
| 20. | Steve Patrick     | Kanada             | RW       | Buffalo Sabres                                | Brandon Wheat Kings (WHL)     |
| 21. | Mike Stothers     | Kanada             | D        | Philadelphia Flyers                           | Kingston Canadians (OMJHL)    |

### Runde 2
| #   | Spieler           | Nationalität       | Position | NHL-Team                                      | College-/Junioren-/Profi-Team |
| --- | ----------------- | ------------------ | -------- | --------------------------------------------- | ----------------------------- |
| 22. | Joe Ward          | Kanada             | C        | Colorado Rockies                              | Seattle Breakers (WHL)        |
| 23. | Moe Mantha        | Vereinigte Staaten | D        | Winnipeg Jets                                 | Toronto Marlboros (OMJHL)     |
| 24. | Normand Rochefort | Kanada             | D        | Nordiques de Québec                           | Remparts de Québec (LHJMQ)    |
| 25. | Craig Muni        | Kanada             | D        | Toronto Maple Leafs (von Detroit Red Wings)   | Kingston Canadians (OMJHL)    |
| 26. | Bob McGill        | Kanada             | D        | Toronto Maple Leafs (von Washington Capitals) | Victoria Cougars (WHL)        |
| 27. | Ric Nattress      | Kanada             | D        | Canadiens de Montréal (von Edmonton Oilers)   | Brantford Alexanders (OMJHL)  |
| 28. | Steve Ludzik      | Kanada             | C        | Chicago Black Hawks (von Vancouver Canucks)   | Niagara Falls Flyers (OMJHL)  |
| 29. | Michel Galarneau  | Kanada             | C        | Hartford Whalers                              | Olympiques de Hull (LHJMQ)    |
| 30. | Ken Solheim       | Kanada             | LW       | Chicago Black Hawks (von Pittsburgh Penguins) | Medicine Hat Tigers (WHL)     |
| 31. | Tony Curtale      | Vereinigte Staaten | D        | Calgary Flames (von Los Angeles Kings)        | Brantford Alexanders (OMJHL)  |
| 32. | Kevin LaVallée    | Kanada             | LW       | Calgary Flames (von Toronto Maple Leafs)      | Brantford Alexanders (OMJHL)  |
| 33. | Greg Terrion      | Kanada             | C        | Los Angeles Kings (von St. Louis Blues)       | Brantford Alexanders (OMJHL)  |
| 34. | Dave Morrison     | Kanada             | RW       | Los Angeles Kings (von Calgary Flames)        | Peterborough Petes (OMJHL)    |
| 35. | Mike Allison      | Kanada             | RW       | New York Rangers                              | Sudbury Wolves (OMJHL)        |
| 36. | Len Dawes         | Kanada             | D        | Chicago Black Hawks                           | Victoria Cougars (WHL)        |
| 37. | Don Beaupre       | Kanada             | G        | Minnesota North Stars                         | Sudbury Wolves (OMJHL)        |
| 38. | Kelly Hrudey      | Kanada             | G        | New York Islanders                            | Medicine Hat Tigers (WHL)     |
| 39. | Steve Konroyd     | Kanada             | D        | Calgary Flames (von Boston Bruins)            | Oshawa Generals (OMJHL)       |
| 40. | John Chabot       | Kanada             | C        | Canadiens de Montréal                         | Olympiques de Hull (LHJMQ)    |
| 41. | Mike Moller       | Kanada             | RW       | Buffalo Sabres                                | Lethbridge Broncos (WHL)      |
| 42. | Jay Fraser        | Kanada             | LW       | Philadelphia Flyers                           | Ottawa 67’s (OMJHL)           |

### Runde 3
| #   | Spieler          | Nationalität       | Position | NHL-Team                                                         | College-/Junioren-/Profi-Team               |
| --- | ---------------- | ------------------ | -------- | ---------------------------------------------------------------- | ------------------------------------------- |
| 43. | Fred Boimistruck | Kanada             | D        | Toronto Maple Leafs (von Colorado Rockies)                       | Cornwall Royals (LHJMQ)                     |
| 44. | Murray Eaves     | Kanada             | C        | Winnipeg Jets                                                    | University of Michigan (NCAA)               |
| 45. | John Newberry    | Kanada             | C        | Canadiens de Montréal (von Nordiques de Québec)                  | Nanaimo Clippers (BCJHL)                    |
| 46. | Mark Osborne     | Kanada             | LW       | Detroit Red Wings                                                | Niagara Falls Flyers (OMJHL)                |
| 47. | Dan Miele        | Kanada             | RW       | Washington Capitals                                              | Providence College (NCAA)                   |
| 48. | Shawn Babcock    | Kanada             | RW       | Edmonton Oilers                                                  | Windsor Spitfires (OMJHL)                   |
| 49. | Andy Schliebener | Kanada             | D        | Vancouver Canucks                                                | Peterborough Petes (OMJHL)                  |
| 50. | Mickey Volcan    | Kanada             | D        | Hartford Whalers                                                 | University of North Dakota (NCAA)           |
| 51. | Randy Boyd       | Kanada             | D        | Pittsburgh Penguins                                              | Ottawa 67’s (OMJHL)                         |
| 52. | Steve Bozek      | Kanada             | LW       | Los Angeles Kings                                                | Northern Michigan University (NCAA)         |
| 53. | Randy Velischek  | Kanada             | D        | Minnesota North Stars (von Toronto Maple Leafs)                  | Providence College (NCAA)                   |
| 54. | Jim Pavese       | Vereinigte Staaten | D        | St. Louis Blues                                                  | Kitchener Rangers (OMJHL)                   |
| 55. | Torrie Robertson | Kanada             | LW       | Washington Capitals (von Calgary Flames via Toronto Maple Leafs) | Victoria Cougars (WHL)                      |
| 56. | Sean McKenna     | Kanada             | RW       | Buffalo Sabres (von New York Rangers)                            | Castors de Sherbrooke (LHJMQ)               |
| 57. | Troy Murray      | Kanada             | C        | Chicago Black Hawks                                              | St. Albert Saints (AJHL)                    |
| 58. | Marcel Frere     | Kanada             | LW       | Chicago Black Hawks (von Minnesota North Stars)                  | Billings Bighorns (WHL)                     |
| 59. | Dave Simpson     | Kanada             | C        | New York Islanders                                               | London Knights (OMJHL)                      |
| 60. | Tom Fergus       | Vereinigte Staaten | C        | Boston Bruins                                                    | Peterborough Petes (OMJHL)                  |
| 61. | Craig Ludwig     | Vereinigte Staaten | D        | Canadiens de Montréal                                            | University of North Dakota (NCAA)           |
| 62. | Jay North        | Kanada             | C        | Buffalo Sabres                                                   | Bloomington Jefferson High (US High School) |
| 63. | Paul Mercier     | Kanada             | D        | Philadelphia Flyers                                              | Sudbury Wolves (OMJHL)                      |

### Runde 4
| #   | Spieler           | Nationalität       | Position | NHL-Team                                     | College-/Junioren-/Profi-Team      |
| --- | ----------------- | ------------------ | -------- | -------------------------------------------- | ---------------------------------- |
| 64. | Rick LaFerriere   | Kanada             | G        | Colorado Rockies                             | Peterborough Petes (OMJHL)         |
| 65. | Guy Fournier      | Kanada             | C        | Winnipeg Jets                                | Cataractes de Shawinigan (LHJMQ)   |
| 66. | Jay Miller        | Vereinigte Staaten | LW       | Nordiques de Québec                          | University of New Hampshire (NCAA) |
| 67. | Carey Wilson      | Kanada             | C        | Chicago Black Hawks (von Detroit Red Wings)  | Dartmouth College (NCAA)           |
| 68. | Monty Trottier    | Kanada             | C        | New York Islanders (von Washington Capitals) | Billings Bighorns (WHL)            |
| 69. | Jari Kurri        | Finnland           | RW       | Edmonton Oilers                              | Jokerit Helsinki (SM-liiga)        |
| 70. | Marc Crawford     | Kanada             | LW       | Vancouver Canucks                            | Cornwall Royals (LHJMQ)            |
| 71. | Kevin McClelland  | Kanada             | RW       | Hartford Whalers                             | Niagara Falls Flyers (OMJHL)       |
| 72. | Tony Feltrin      | Kanada             | D        | Pittsburgh Penguins                          | Victoria Cougars (WHL)             |
| 73. | Bernie Nicholls   | Kanada             | C        | Los Angeles Kings                            | Kingston Canadians (OMJHL)         |
| 74. | Stewart Gavin     | Kanada             | RW       | Toronto Maple Leafs                          | Toronto Marlboros (OMJHL)          |
| 75. | Bob Brooke        | Vereinigte Staaten | C        | St. Louis Blues                              | Yale University (NCAA)             |
| 76. | Marc Roy          | Kanada             | RW       | Calgary Flames                               | Draveurs de Trois-Rivières (LHJMQ) |
| 77. | Kurt Kleinendorst | Vereinigte Staaten | C        | New York Rangers                             | Providence College (NCAA)          |
| 78. | Brian Shaw        | Kanada             | RW       | Chicago Black Hawks                          | Portland Winter Hawks (WHL)        |
| 79. | Mark Huglen       | Vereinigte Staaten | D        | Minnesota North Stars                        | Roseau High (US High School)       |
| 80. | Greg Gilbert      | Kanada             | LW       | New York Islanders                           | Toronto Marlboros (OMJHL)          |
| 81. | Steve Kasper      | Kanada             | C        | Boston Bruins                                | Éperviers de Verdun/Sorel (LHJMQ)  |
| 82. | Jeff Teal         | Vereinigte Staaten | C        | Canadiens de Montréal                        | University of Minnesota (NCAA)     |
| 83. | Jim Wiemer        | Kanada             | D        | Buffalo Sabres                               | Peterborough Petes (OMJHL)         |
| 84. | Taras Zytynsky    | Kanada             | D        | Philadelphia Flyers                          | Junior de Montréal (LHJMQ)         |

### Runde 5
| #    | Spieler           | Nationalität       | Position | NHL-Team              | College-/Junioren-/Profi-Team       |
| ---- | ----------------- | ------------------ | -------- | --------------------- | ----------------------------------- |
| 85.  | Ed Cooper         | Kanada             | LW       | Colorado Rockies      | Portland Winter Hawks (WHL)         |
| 86.  | Glen Ostir        | Kanada             | D        | Winnipeg Jets         | Portland Winter Hawks (WHL)         |
| 87.  | Basil McRae       | Kanada             | LW       | Nordiques de Québec   | London Knights (OMJHL)              |
| 88.  | Mike Corrigan     | Kanada             | RW       | Detroit Red Wings     | Cornwall Royals (LHJMQ)             |
| 89.  | Timo Blomqvist    | Finnland           | D        | Washington Capitals   | Jokerit Helsinki (SM-liiga)         |
| 90.  | Walt Poddubny     | Kanada             | C        | Edmonton Oilers       | Kingston Canadians (OMJHL)          |
| 91.  | Darrell May       | Kanada             | G        | Vancouver Canucks     | Portland Winter Hawks (WHL)         |
| 92.  | Darren Jensen     | Kanada             | G        | Hartford Whalers      | University of North Dakota (NCAA)   |
| 93.  | Doug Shedden      | Kanada             | C        | Pittsburgh Penguins   | Sault Ste. Marie Greyhounds (OMJHL) |
| 94.  | Al Graves         | Kanada             | LW       | Los Angeles Kings     | Seattle Breakers (WHL)              |
| 95.  | Hugh Larkin       | Vereinigte Staaten | RW       | Toronto Maple Leafs   | Sault Ste. Marie Greyhounds (OMJHL) |
| 96.  | Alain Lemieux     | Kanada             | C        | St. Louis Blues       | Saguenéens de Chicoutimi (LHJMQ)    |
| 97.  | Randy Turnbull    | Kanada             | D        | Calgary Flames        | Portland Winter Hawks (WHL)         |
| 98.  | Scot Kleinendorst | Vereinigte Staaten | D        | New York Rangers      | Providence College (NCAA)           |
| 99.  | Kevin Ginnell     | Vereinigte Staaten | C        | Chicago Black Hawks   | Medicine Hat Tigers (WHL)           |
| 100. | David Jensen      | Vereinigte Staaten | D        | Minnesota North Stars | University of Minnesota (NCAA)      |
| 101. | Ken Leiter        | Vereinigte Staaten | D        | New York Islanders    | Michigan State University (NCAA)    |
| 102. | Randy Hillier     | Kanada             | D        | Boston Bruins         | Sudbury Wolves (OMJHL)              |
| 103. | Remi Gagne        | Kanada             | RW       | Canadiens de Montréal | Saguenéens de Chicoutimi (LHJMQ)    |
| 104. | Dirk Rueter       | Kanada             | D        | Buffalo Sabres        | Sault Ste. Marie Greyhounds (OMJHL) |
| 105. | Danny Held        | Kanada             | C        | Philadelphia Flyers   | Seattle Breakers (WHL)              |

### Runde 6
| #    | Spieler            | Nationalität       | Position | NHL-Team              | College-/Junioren-/Profi-Team             |
| ---- | ------------------ | ------------------ | -------- | --------------------- | ----------------------------------------- |
| 106. | Aaron Broten       | Vereinigte Staaten | LW       | Colorado Rockies      | University of Minnesota (NCAA)            |
| 107. | Ron Loustel        | Kanada             | G        | Winnipeg Jets         | Saskatoon Blades (WHL)                    |
| 108. | Mark Kumpel        | Vereinigte Staaten | RW       | Nordiques de Québec   | University of Massachusetts Lowell (NCAA) |
| 109. | Wayne Crawford     | Kanada             | C        | Detroit Red Wings     | Toronto Marlboros (OMJHL)                 |
| 110. | Todd Bidner        | Kanada             | C        | Washington Capitals   | Toronto Marlboros (OMJHL)                 |
| 111. | Mike Winther       | Kanada             | C        | Edmonton Oilers       | Brandon Wheat Kings (WHL)                 |
| 112. | Ken Berry          | Kanada             | LW       | Vancouver Canucks     | Hockey Canada                             |
| 113. | Mario Cerri        | Kanada             | C        | Hartford Whalers      | Ottawa 67’s (OMJHL)                       |
| 114. | Pat Graham         | Kanada             | LW       | Pittsburgh Penguins   | Niagara Falls Flyers (OMJHL)              |
| 115. | Darren Eliot       | Kanada             | G        | Los Angeles Kings     | Cornell University (NCAA)                 |
| 116. | Ron Dennis         | Kanada             | G        | Toronto Maple Leafs   | Princeton University (NCAA)               |
| 117. | Perry Anderson     | Kanada             | LW       | St. Louis Blues       | Kingston Canadians (OMJHL)                |
| 118. | John Multan        | Kanada             | RW       | Calgary Flames        | Portland Winter Hawks (WHL)               |
| 119. | Reijo Ruotsalainen | Finnland           | D        | New York Rangers      | Oulun Kärpät (SM-liiga)                   |
| 120. | Steve Larmer       | Kanada             | RW       | Chicago Black Hawks   | Niagara Falls Flyers (OMJHL)              |
| 121. | Dan Zavarise       | Kanada             | D        | Minnesota North Stars | Cornwall Royals (LHJMQ)                   |
| 122. | Dan Revell         | Kanada             | LW       | New York Islanders    | Oshawa Generals (OMJHL)                   |
| 123. | Steve Lyons        | Vereinigte Staaten | LW       | Boston Bruins         | Boston Matignon High (US High School)     |
| 124. | Mike McPhee        | Kanada             | LW       | Canadiens de Montréal | Rensselaer Polytechnic Institute (NCAA)   |
| 125. | Daniel Naud        | Kanada             | D        | Buffalo Sabres        | Éperviers de Verdun/Sorel (LHJMQ)         |
| 126. | Brian Tutt         | Kanada             | D        | Philadelphia Flyers   | Calgary Wranglers (WHL)                   |

### Runde 7
| #    | Spieler          | Nationalität       | Position | NHL-Team                                | College-/Junioren-/Profi-Team            |
| ---- | ---------------- | ------------------ | -------- | --------------------------------------- | ---------------------------------------- |
| 127. | Dan Fascinato    | Kanada             | D        | Colorado Rockies                        | Ottawa 67’s (OMJHL)                      |
| 128. | Brian Mullen     | Vereinigte Staaten | LW       | Winnipeg Jets                           | New York Junior Rangers (NYJHL)          |
| 129. | Gaston Therrien  | Kanada             | D        | Nordiques de Québec                     | Remparts de Québec (LHJMQ)               |
| 130. | Mike Braun       | Kanada             | D        | Detroit Red Wings                       | Niagara Falls Flyers (OMJHL)             |
| 131. | Frank Perkins    | Vereinigte Staaten | RW       | Washington Capitals                     | Sudbury Wolves (OMJHL)                   |
| 132. | Andy Moog        | Kanada             | G        | Edmonton Oilers                         | Billings Bighorns (WHL)                  |
| 133. | Doug Lidster     | Kanada             | D        | Vancouver Canucks                       | Colorado College (NCAA)                  |
| 134. | Mike Martin      | Kanada             | D        | Hartford Whalers                        | Sudbury Wolves (OMJHL)                   |
| 135. | Mike Lauen       | Vereinigte Staaten | RW       | Winnipeg Jets (von Pittsburgh Penguins) | Michigan Technological University (NCAA) |
| 136. | Mike O’Connor    | Kanada             | D        | Los Angeles Kings                       | Michigan Technological University (NCAA) |
| 137. | Russ Adam        | Kanada             | C        | Toronto Maple Leafs                     | Kitchener Rangers (OMJHL)                |
| 138. | Roger Hägglund   | Schweden           | D        | St. Louis Blues                         | IF Björklöven (Elitserien)               |
| 139. | Dave Newsom      | Kanada             | LW       | Calgary Flames                          | Brantford Alexanders (OMJHL)             |
| 140. | Bob Scurfield    | Kanada             | C        | New York Rangers                        | Western Michigan University (NCAA)       |
| 141. | Sean Simpson     | Kanada             | C        | Chicago Black Hawks                     | Ottawa 67’s (OMJHL)                      |
| 142. | Bill Stewart     | Kanada             | RW       | Minnesota North Stars                   | University of Denver (NCAA)              |
| 143. | Mark Hamway      | Vereinigte Staaten | RW       | New York Islanders                      | Michigan State University (NCAA)         |
| 144. | Tony McMurchy    | Kanada             | C        | Boston Bruins                           | New Westminster Bruins (WHL)             |
| 145. | Bill Norton      | Vereinigte Staaten | LW       | Canadiens de Montréal                   | Clarkson University (NCAA)               |
| 146. | Jari Paavola     | Finnland           | G        | Buffalo Sabres                          | TPS Turku (SM-liiga)                     |
| 147. | Ross Fitzpatrick | Kanada             | C        | Philadelphia Flyers                     | Western Michigan University (NCAA)       |

### Runde 8
| #    | Spieler           | Nationalität       | Position | NHL-Team              | College-/Junioren-/Profi-Team            |
| ---- | ----------------- | ------------------ | -------- | --------------------- | ---------------------------------------- |
| 148. | Andre Hidi        | Kanada             | LW       | Colorado Rockies      | Peterborough Petes (OMJHL)               |
| 149. | Sandy Beadle      | Kanada             | LW       | Winnipeg Jets         | Northeastern University (NCAA)           |
| 150. | Michel Bolduc     | Kanada             | D        | Nordiques de Québec   | Saguenéens de Chicoutimi (LHJMQ)         |
| 151. | John Beukeboom    | Kanada             | D        | Detroit Red Wings     | Peterborough Petes (OMJHL)               |
| 152. | Bruce Raboin      | Vereinigte Staaten | D        | Washington Capitals   | Providence College (NCAA)                |
| 153. | Rob Polman-Tuin   | Kanada             | G        | Edmonton Oilers       | Michigan Technological University (NCAA) |
| 154. | John O’Connor     | Vereinigte Staaten | D        | Vancouver Canucks     | University of Vermont (NCAA)             |
| 155. | Brent DeNat       | Kanada             | LW       | Hartford Whalers      | Michigan Technological University (NCAA) |
| 156. | Robby Geale       | Kanada             | C        | Pittsburgh Penguins   | Portland Winter Hawks (WHL)              |
| 157. | Billy O’Dwyer     | Vereinigte Staaten | C        | Los Angeles Kings     | Boston College (NCAA)                    |
| 158. | Fred Perlini      | Kanada             | C        | Toronto Maple Leafs   | Toronto Marlboros (OMJHL)                |
| 159. | Pat Rabbitt       | Kanada             | LW       | St. Louis Blues       | Billings Bighorns (WHL)                  |
| 160. | Claude Drouin     | Kanada             | C        | Calgary Flames        | Remparts de Québec (LHJMQ)               |
| 161. | Bart Wilson       | Kanada             | D        | New York Rangers      | Toronto Marlboros (OMJHL)                |
| 162. | Jim Ralph         | Kanada             | G        | Chicago Black Hawks   | Ottawa 67’s (OMJHL)                      |
| 163. | Jeff Walters      | Kanada             | RW       | Minnesota North Stars | Peterborough Petes (OMJHL)               |
| 164. | Morey Gare        | Kanada             | RW       | New York Islanders    | Penticton Knights (BCJHL)                |
| 165. | Mike Moffat       | Kanada             | G        | Boston Bruins         | Kingston Canadians (OMJHL)               |
| 166. | Steve Penney      | Kanada             | G        | Canadiens de Montréal | Cataractes de Shawinigan (LHJMQ)         |
| 167. | Randy Cunneyworth | Kanada             | LW       | Buffalo Sabres        | Ottawa 67’s (OMJHL)                      |
| 168. | Mark Botell       | Kanada             | D        | Philadelphia Flyers   | Brantford Alexanders (OMJHL)             |

### Runde 9
| #    | Spieler                | Nationalität       | Position | NHL-Team              | College-/Junioren-/Profi-Team      |
| ---- | ---------------------- | ------------------ | -------- | --------------------- | ---------------------------------- |
| 169. | Shawn MacKenzie        | Kanada             | G        | Colorado Rockies      | Windsor Spitfires (OMJHL)          |
| 170. | Ed Christian           | Vereinigte Staaten | C        | Winnipeg Jets         | Warroad High (US High School)      |
| 171. | Christian Tanguay      | Kanada             | RW       | Nordiques de Québec   | Draveurs de Trois-Rivières (LHJMQ) |
| 172. | Dave Miles             | Kanada             | RW       | Detroit Red Wings     | Brantford Alexanders (OMJHL)       |
| 173. | Peter Andersson        | Schweden           | D        | Washington Capitals   | Timrå IK (Division 1)              |
| 174. | Lars-Gunnar Pettersson | Schweden           | RW       | Edmonton Oilers       | Luleå HF (Division 1)              |
| 175. | Patrik Sundström       | Schweden           | C        | Vancouver Canucks     | IF Björklöven (Elitserien)         |
| 176. | Paul Fricker           | Kanada             | G        | Hartford Whalers      | University of Michigan (NCAA)      |
| 177. | Brian Lundberg         | Kanada             | D        | Pittsburgh Penguins   | University of Michigan (NCAA)      |
| 178. | Daryl Evans            | Kanada             | LW       | Los Angeles Kings     | Niagara Falls Flyers (OMJHL)       |
| 179. | Darwin McCutcheon      | Kanada             | D        | Toronto Maple Leafs   | Toronto Marlboros (OMJHL)          |
| 180. | Peter Lindgren         | Schweden           | D        | St. Louis Blues       | IF Björklöven (Elitserien)         |
| 181. | Håkan Loob             | Schweden           | RW       | Calgary Flames        | Färjestad BK (Elitserien)          |
| 182. | Chris Wray             | Vereinigte Staaten | RW       | New York Rangers      | Boston College (NCAA)              |
| 183. | Don Dietrich           | Kanada             | D        | Chicago Black Hawks   | Brandon Wheat Kings (WHL)          |
| 184. | Bob Lakso              | Vereinigte Staaten | LW       | Minnesota North Stars | Aurora High (US High School)       |
| 185. | Peter Steblyk          | Kanada             | D        | New York Islanders    | Medicine Hat Tigers (WHL)          |
| 186. | Michael Thelvén        | Schweden           | D        | Boston Bruins         | Djurgårdens IF (Elitserien)        |
| 187. | John Schmidt           | Vereinigte Staaten | D        | Canadiens de Montréal | University of Notre Dame (NCAA)    |
| 188. | Dave Beckon            | Kanada             | C        | Buffalo Sabres        | Peterborough Petes (OMJHL)         |
| 189. | Peter Dineen           | Kanada             | D        | Philadelphia Flyers   | Kingston Canadians (OMJHL)         |

### Runde 10
| #    | Spieler          | Nationalität       | Position | NHL-Team                                  | College-/Junioren-/Profi-Team          |
| ---- | ---------------- | ------------------ | -------- | ----------------------------------------- | -------------------------------------- |
| 190. | Bob Jansch       | Kanada             | RW       | Colorado Rockies                          | Victoria Cougars (WHL)                 |
| 191. | Dave Chartier    | Kanada             | C        | Winnipeg Jets                             | Brandon Wheat Kings (WHL)              |
| 192. | Bill Robinson    | Vereinigte Staaten | D        | Nordiques de Québec                       | Acton-Boxborough High (US High School) |
| 193. | Brian Rorabeck   | Kanada             | RW       | Detroit Red Wings                         | Niagara Falls Flyers (OMJHL)           |
| 194. | Tony Camazzola   | Kanada             | D        | Washington Capitals                       | Brandon Wheat Kings (WHL)              |
| 195. | Bob O’Brien      | Kanada             | RW       | Philadelphia Flyers (von Edmonton Oilers) | Dixie Beehives (OPJHL)                 |
| 196. | Grant Martin     | Kanada             | C        | Vancouver Canucks                         | Kitchener Rangers (OMJHL)              |
| 197. | Lorne Bokshowan  | Kanada             | C        | Hartford Whalers                          | Saskatoon Blades (WHL)                 |
| 198. | Steve McKenzie   | Kanada             | D        | Pittsburgh Penguins                       | St. Albert Saints (AJHL)               |
| 199. | Kim Collins      | Kanada             | LW       | Los Angeles Kings                         | Bowling Green State University (NCAA)  |
| 200. | Paul Higgins     | Kanada             | RW       | Toronto Maple Leafs                       | Henry Carr High (Canadian High School) |
| 201. | John Smyth       | Kanada             | D        | St. Louis Blues                           | Calgary Wranglers (WHL)                |
| 202. | Steven Fletcher  | Kanada             | LW       | Calgary Flames                            | Olympiques de Hull (LHJMQ)             |
| 203. | Anders Bäckström | Schweden           | D        | New York Rangers                          | Brynäs IF (Elitserien)                 |
| 204. | Dan Frawley      | Kanada             | RW       | Chicago Black Hawks                       | Sudbury Wolves (OMJHL)                 |
| 205. | Dave Richter     | Kanada             | D        | Minnesota North Stars                     | University of Michigan (NCAA)          |
| 206. | Glenn Johannesen | Kanada             | LW       | New York Islanders                        | Red Deer Rustlers (AJHL)               |
| 207. | Jens Öhling      | Schweden           | LW       | Boston Bruins                             | Djurgårdens IF (Elitserien)            |
| 208. | Scott Robinson   | Kanada             | G        | Canadiens de Montréal                     | University of Denver (NCAA)            |
| 209. | John Bader       | Vereinigte Staaten | LW       | Buffalo Sabres                            | Irondale High (US High School)         |
| 210. | Andy Brickley    | Vereinigte Staaten | LW       | Philadelphia Flyers                       | University of New Hampshire (NCAA)     |

## Statistik
| Rang | Nationalität       | Anzahl |
| ---- | ------------------ | ------ |
|      | Nordamerika        | 197    |
| 1.   | Kanada             | 163    |
| 2.   | Vereinigte Staaten | 34     |
|      | Europa             | 13     |
| 3.   | Schweden           | 9      |
| 4.   | Finnland           | 4      |

| Rang | Position             | Anzahl |
| ---- | -------------------- | ------ |
| 1.   | Verteidiger          | 69     |
| 2.   | Center               | 49     |
| 3.   | linke Flügelstürmer  | 38     |
| 4.   | rechte Flügelstürmer | 37     |
| 5.   | Torhüter             | 17     |

| Rang | Liga                                            | Anzahl |
| ---- | ----------------------------------------------- | ------ |
| 1.   | Ontario Major Junior Hockey League (OMJHL)      | 74     |
| 2.   | National Collegiate Athletic Association (NCAA) | 42     |
| 3.   | Western Hockey League (WHL)                     | 40     |
| 4.   | Ligue de hockey junior majeur du Québec (LHJMQ) | 24     |
| 5.   | Elitserien                                      | 7      |
| 5.   | US High School                                  | 7      |
| 7.   | SM-liiga                                        | 4      |
| 7.   | Alberta Junior Hockey League (AJHL)             | 4      |
| 9.   | British Columbia Junior Hockey League (BCJHL)   | 2      |
| 9.   | Division 1                                      | 2      |
| 11.  | Canadian High School                            | 1      |
| 11.  | Ontario Provincial Junior Hockey League (OPJHL) | 1      |
| 11.  | New York Junior Hockey League (NYJHL)           | 1      |
| 11.  | Hockey Canada                                   | 1      |

## Rückblick

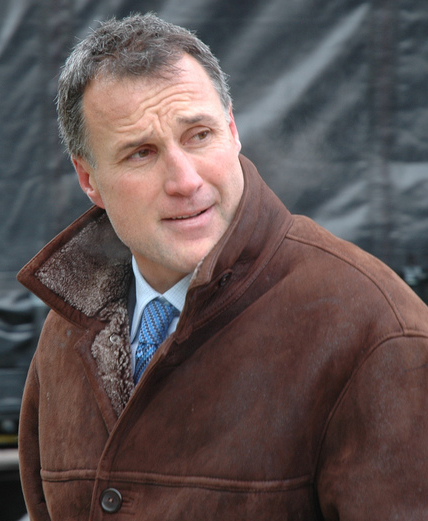
Paul Coffey, statistisch bester Spieler dieses Jahrgangs

Alle Spieler dieses Draft-Jahrgangs haben ihre Profikarrieren beendet. Die Tabellen zeigen die jeweils fünf besten Akteure in den Kategorien Spiele, Tore, Vorlagen und Scorerpunkte sowie die fünf Torhüter mit den meisten Siegen in der NHL. Darüber hinaus haben 132 der 210 gewählten Spieler (ca. 63 %) mindestens eine NHL-Partie bestritten.
Abkürzungen: Sp = Spiele, T = Tore, V = Assists, Pkt = Scorerpunkte, S = Siege; Fett: Bestwert
| Pick | Spieler         | Position | Sp   | T   | V    | Pkt  |
| ---- | --------------- | -------- | ---- | --- | ---- | ---- |
| 6.   | Paul Coffey     | D        | 1409 | 396 | 1135 | 1531 |
| 69.  | Jari Kurri      | RW       | 1251 | 601 | 797  | 1398 |
| 3.   | Denis Savard    | C        | 1196 | 473 | 865  | 1338 |
| 4.   | Larry Murphy    | D        | 1615 | 288 | 929  | 1217 |
| 73.  | Bernie Nicholls | C        | 1127 | 475 | 734  | 1209 |
| 120. | Steve Larmer    | RW       | 1006 | 441 | 571  | 1012 |
| 61.  | Craig Ludwig    | D        | 1256 | 38  | 184  | 222  |

| Pick | Spieler      | Sp  | S   |
| ---- | ------------ | --- | --- |
| 132. | Andy Moog    | 713 | 372 |
| 38.  | Kelly Hrudey | 677 | 271 |
| 37.  | Don Beaupre  | 666 | 268 |
| 166. | Steve Penney | 91  | 35  |
| 115. | Darren Eliot | 88  | 24  |